# Padru
Padru é uma comuna italiana da região da Sardenha, província de Sassari, com cerca de 2.109 habitantes. Estende-se por uma área de 130 km², tendo uma densidade populacional de 16 hab/km². Faz fronteira com Alà dei Sardi, Loiri Porto San Paolo, Ólbia, San Teodoro (NU), Torpè (NU), Lodè (NU), Bitti (NU).

## Demografia
| Variação demográfica do município entre 1861 e 2011                               |
|                                                                                   |
| Fonte: Istituto Nazionale di Statistica (ISTAT) - Elaboração gráfica da Wikipedia |